# Фторид церия(III)
Фторид церия(III) — неорганическая соль, с химической формулой CeF3. Порошкообразное вещество белого цвета, нерастворимо в воде.

## Получение
Получают фтористый церий действием фтороводорода на оксид церия(IV) при температуре 400 °С:
{\displaystyle {\mathsf {8HF+2CeO_{2}\rightarrow 2CeF_{3}+F_{2}\uparrow +4H_{2}O}}}
Прокаливанием фторида церия(IV) в атмосфере гелия при температуре 900—1050 °С:
{\displaystyle {\mathsf {4CeF_{4}+C\rightarrow 4CeF_{3}+CF_{4}\uparrow }}}
Или вытеснением из галогенидов церия:
{\displaystyle {\mathsf {CeCl_{3}+3HF\rightarrow CeF_{3}\downarrow +3HCl}};}

## Применение
Применяется в качестве добавки в нержавеющие, быстрорежущие, жаропрочные стали и чугуны, а также в стекла для атомной техники.
Используется в качестве материала для мощных твердотельных аккумуляторов, твердотельных лазеров, просветляющих покрытий кремнёвых фотоэлектрических приборов.